# Clitocybe geotropa var. maxima
Variété
Clitocybe geotropa var. maxima est une variété de Clitocybe geotropa, une espèce de champignons basidiomycètes du genre des Clitocybes.

## Taxonomie
Clitocybe geotropa var. maxima (Gaertn. & G. Mey.) Konrad & Maubl.
D'après Species Fungorum, 9.0, Sep 2010, le genre Infundibulicybe est placé par la phylogénétique entre les deux clades Marasmioïde et Tricholomatoïde et remplace Clitocybe pour la variété geotropa var. maxima; au 22 décembre 2011 la nouvelle nomenclature pour ce taxon n'est pas encore parue.[pas clair]

### Synonyme
- Clitocybe maxima[2]

## Description du sporophore
Chapeau jusqu'à 25 cm de diamètre, déprimé, brun roussâtre à marge un peu côtelée, sans mamelon au centre.

## Habitats
Forêts.

## Répartition
Europe.